# 上海市育民中学
上海市育民中学，是浦东新区一所公办普通完全中学。

## 历史
育民中学坐落于浦东新区的高桥古镇边，前身为私立四维中学，由施燮华于民国36年(1947年)夏创办，兼任校长，校址是上海十大私家花园之一的“承园”。1951年改名为私立育民中学。1952年改为公立，称育民初级中学。1958年，经市教育局调整，增设高中部，改为现名。校区占地面积18400平方米，建筑面积11705平方米，绿化面积3836平方米，操场面积3000平方米。2018年8月，列入市级“强校工程”实验校。